# Fechtweltmeisterschaften 1975
Die 27. Fechtweltmeisterschaft fand 1975 in Budapest statt. Es wurden acht Wettbewerbe ausgetragen, sechs für Herren und zwei für Damen.
Ausgerechnet vor eigenem Publikum errang die erfolgreiche Fechternation Ungarn keinen einzigen Sieg. Mit Alexander Pusch gelang erstmals seit Jahren wieder einem deutschen Fechter der Gewinn eines Weltmeistertitels.

## Herren

### Florett, Einzel
| Platz | Land | Sportler          |
| ----- | ---- | ----------------- |
| 1     | FRA  | Christian Noël    |
| 2     | FRA  | Bernard Talvard   |
| 3     | URS  | Wladimir Denissow |

### Florett, Mannschaft
| Platz | Land        | Sportler                                                                      |
| ----- | ----------- | ----------------------------------------------------------------------------- |
| 1     | Frankreich  | Christian Noël, Daniel Revenu, Bernard Talvard, Frédéric Pietruszka           |
| 2     | Sowjetunion | Wladimir Denissow, Sabirdschan Rusijew, Sergei Issakow, Alexander Romankow    |
| 3     | Italien     | Carlo Montano, Stefano Simoncelli, Nicola Granieri, Giovanni Battista Coletti |

### Degen, Einzel
| Platz | Land | Sportler        |
| ----- | ---- | --------------- |
| 1     | FRG  | Alexander Pusch |
| 2     | URS  | Boris Lukomski  |
| 3     | HUN  | István Osztrics |

### Degen, Mannschaft
| Platz | Land           | Sportler                                                        |
| ----- | -------------- | --------------------------------------------------------------- |
| 1     | Schweden       | Rolf Edling, Hans Jacobson, Carl von Essen, Göran Flodström     |
| 2     | BR Deutschland | Elmar Beierstettel, Jürgen Hehn, Reinhold Behr, Alexander Pusch |
| 3     | Ungarn         | Csaba Fenyvesi, István Osztrics, Győző Kulcsár, Sándor Erdős    |

### Säbel, Einzel
| Platz | Land | Sportler          |
| ----- | ---- | ----------------- |
| 1     | URS  | Wladimir Naslymow |
| 2     | POL  | Jacek Bierkowski  |
| 3     | HUN  | Péter Marót       |

### Säbel, Mannschaft
| Platz | Land        | Sportler                                                               |
| ----- | ----------- | ---------------------------------------------------------------------- |
| 1     | Sowjetunion | Wladimir Naslymow, Wiktor Krowopuskow, Wiktor Sidjak, Eduard Winokurow |
| 2     | Ungarn      | Imre Gedővári, Pál Gerevich, Péter Marót, Tamás Kovács                 |
| 3     | Rumänien    | Dan Irimiciuc, Corneliu Marin, Ioan Pop, Mihai Frunza                  |

## Damen

### Florett, Einzel
| Platz | Land | Sportlerin      |
| ----- | ---- | --------------- |
| 1     | ROU  | Ecaterina Stahl |
| 2     | URS  | Olga Knjasewa   |
| 3     | HUN  | Ildikó Bóbis    |

### Florett, Mannschaft
| Platz | Land        | Sportlerinnen                                                            |
| ----- | ----------- | ------------------------------------------------------------------------ |
| 1     | Sowjetunion | Olga Knjasewa, Walentina Sidorowa, Nailja Giljasowa, Jelena Belowa       |
| 2     | Ungarn      | Ildikó Bóbis, Ildikó Tordasi-Schwarczenberger, Magda Maros, Ildikó Rejtő |
| 3     | Rumänien    | Ecaterina Stahl, Suzana Ardeleanu, Magdalena Bartoș, Elena Pricop        |